# Desastre de Ramstein
O desastre de Ramstein foi um dos piores acidentes aéreos da história ocorridos durante um festival aéreo. Aconteceu frente a um público de 300 000 pessoas em 28 de agosto de 1988, durante a exibição aérea Flugtag '88, realizada na Base Aérea de Ramstein em Ramstein-Miesenbach (Condado de Kaiserslautern), na Alemanha Ocidental. Morreram 70 pessoas (67 espectadores e três pilotos) e ficaram feridas cerca de 500, devido ao fogo e explosões resultantes.

## Antecedentes
Dez caças Aermacchi MB-339 da equipe acrobática (Pattuglia Acrobatica Nazionale) da Aeronautica Militare Italiana, os Frecce Tricolori (Flechas Tricolores) realizavam uma demonstração de acrobacia que incluía o exercício "cardioide" (um coração atravessado). Durante este exercício, dois grupos de aviões criam a forma de um coração sobre a pista principal. No momento de fechar a figura (pela parte inferior do coração, a 45 metros de altura) os dois grupos cruzam-se paralelos à pista, enquanto que o "solista" (nome dado ao executante que faz manobras em solitário) atravessa o coração em direção aos espectadores.

## O acidente
A colisão aérea ocorreu enquanto os dois grupos de aviões se cruzavam na parte baixa, momento em que o "solista" chocou contra uma das formações. O avião solitário despenhou-se chocando contra uma camioneta de gelados e formando uma grande bola de fogo. Outro dos aviões envolvidos despenhou-se contra o helicóptero de assistência médica que assistia o evento, ferindo o copiloto, que morreu dias mais tarde. O piloto ejetou-se, mas morreu porque o paraquedas não se abriu a tempo. O terceiro aparelho envolvido, parcialmente desintegrado pela colisão, despenhou-se sobre a pista principal. Depois do acidente, os aviões restantes reagruparam-se e aterraram na Base Aérea de Sembach.

## Resposta das equipas de emergência
Das 67 vítimas mortais civis registadas, 28 foram atingidas pelos escombros (antes de arderem). As restantes mortes foram devidas a graves queimaduras durante a tragédia e nos dias posteriores, sendo a última morte o copiloto do helicóptero medicalizado. No total, cerca de 500 pessoas tiveram de receber tratamento hospitalar.
A tragédia revelou sérios defeitos na gestão de emergências de grande escala por parte das autoridades civis alemãs e militares norte-americanas, e na sua cooperação. As ambulâncias alemãs tiveram que esperar na entrada da base aérea e não puderam ajudar de forma imediata. A equipa de resgate foi criticada pela falta de coordenação e eficiência. O centro de coordenação de resgates em Kaiserslautern não soube a magnitude da tragédia senão uma hora depois, embora vários helicópteros médicos alemães e ambulâncias já tivessem chegado à zona e saído com pacientes. Os meios norte-americanos (ambulâncias e helicópteros) foram os mais rápidos e de maior capacidade para evacuar as vítimas com queimaduras, mas não tinham suficiente capacidade para as tratar ou tiveram dificuldades para as encontrar. Mais de duas horas depois, as equipas médicas alemãs chegavam ao hospital militar norte-americano de Landstuhl, encontrando grande quantidade de vítimas gravemente queimadas ainda por atender. Um autocarro que transportava vítimas não-atendidas chegou ao hospital de Ludwigshafen, a 80 km de distância do lugar do acidente e que dispunha de uma unidade especializada em queimados, quase três horas mais tarde, com um condutor que não falava alemão e não conhecia a zona. As equipas de emergência alemãs usavam cateteres intravenosos e vias incompatíveis com as utilizadas pelos norte-americanos, facto que contribuiu para criar ainda mais confusão.

## Investigação

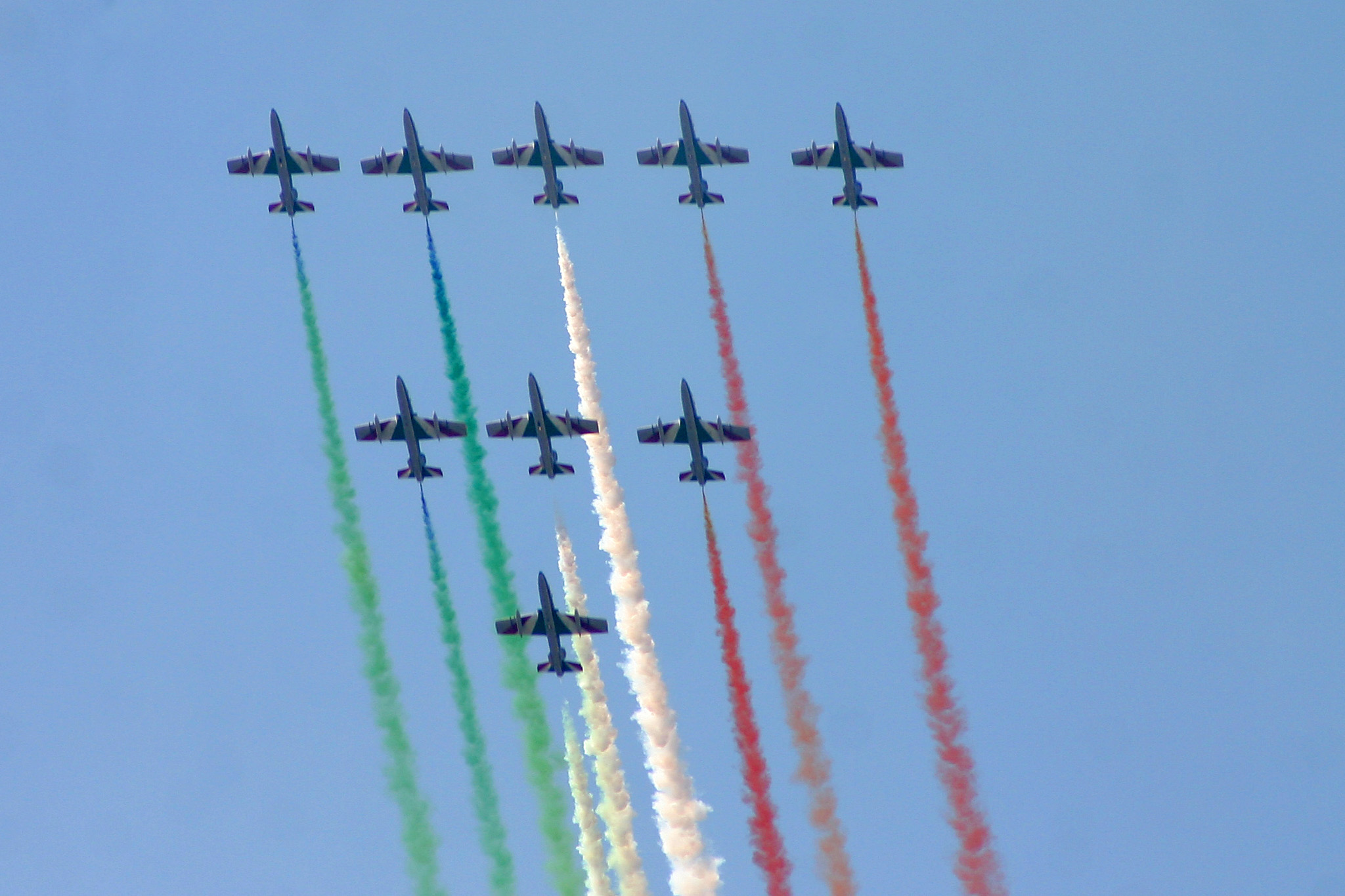
Atuação dos Frecce tricolori.

Em vez de atravessar a figura, o avião que devia fazê-lo (Pony 10) chegou demasiado baixo e demasiado rápido ao ponto de cruzamento com os outros dos grupos (5 aviões pela esquerda e 4 pela direita), que estavam a fechar a figura. O tenente-coronel Nutarelli, piloto do "Pony 10" (o avião em solitário) foi incapaz de corrigir a sua altura ou diminuir a velocidade e colidiu com o avião líder (Pony 1) do grupo da esquerda (direita segundo a direção que tomava), atravessando a sua parte posterior com o nariz do seu avião, como se pode ver em várias gravações do acidente. O avião "Pony 1", comandado pelo tenente-coronel Mario Naldini, começou a girar fora de controlo e atingiu outro avião da formação (Pony 2, pilotado pelo capitão Giorgio Alessio) antes de se despenhar na pista. O terceiro avião envolvido, "Pony 2", despenhou-se também após o impacto.

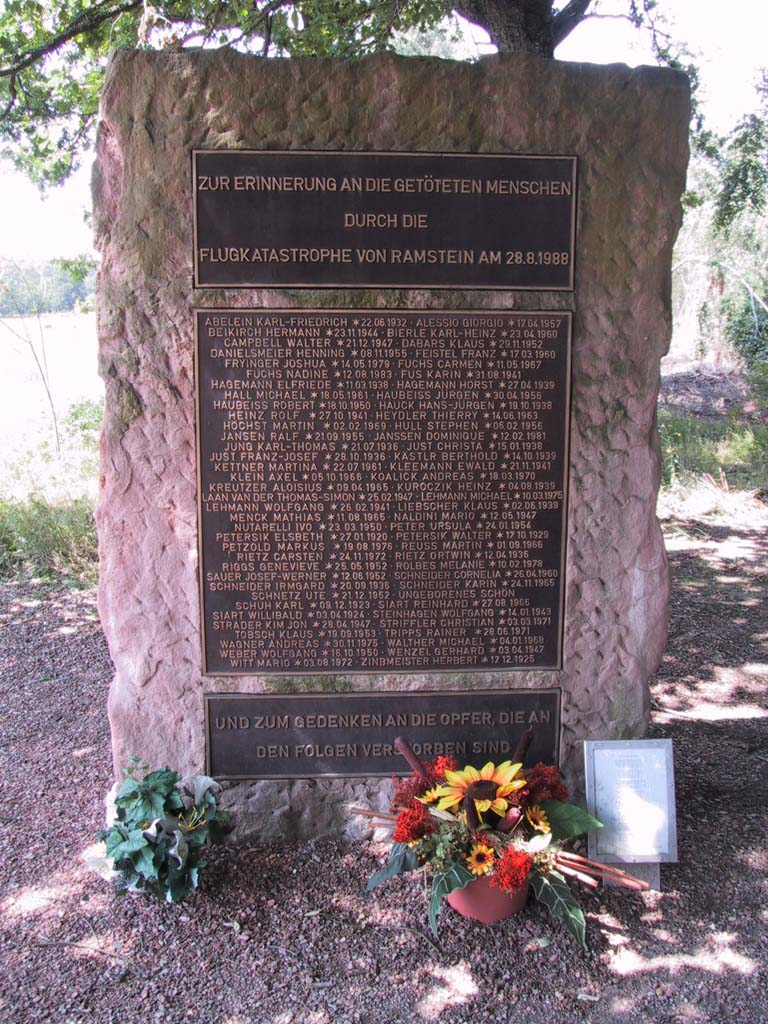
Placa em memória das vítimas do desastre.

O avião que iniciou o acidente, com a secção dianteira destruída depois de colidir com o Pony 1, continuou na direção do público que assistia ao show aéreo. O trem de aterragem foi baixado, no que se sugere ter sido uma tentativa desesperada de Nutarelli para reduzir a velocidade e evitar a colisão, mas não há provas suficientes e o abaixamento do trem poderá ter ocorrido por outros fatores. O avião colidiu com o solo, diante dos espetadores, originando uma bola de fogo antes de chocar com uma camioneta de gelados que se encontrava estacionada. O incidente durou menos de 10 segundos, o que impediu os espetadores de fugir. A baixa altura com que concluía a manobra (45 metros aproximadamente) contribuiu para o escasso tempo de reação.
A investigação concluiu que uma melhor coordenação e organização dos esforços das equipas de resgate poderia ter prevenido algumas mortes. As autoridades alemãs propuseram evitar tais falhas realizando simulacros a grande escala, incluindo todos os serviços de emergência.

## Cultura popular
Diz-se que a banda alemã Rammstein adotou o nome depois da tragédia na base aérea, e escreveu uma canção intitulada do mesmo modo "Rammstein", a qual faz um resumo de tudo o que passou no acidente.